# 報恩寺 (大垣市)
報恩寺（ほうおんじ）は、岐阜県大垣市にある曹洞宗の寺院。山号は補陀山。

## 沿革
永禄元年3月、薩摩の僧一元和尚が創建。明暦3年5月、昌山和尚によって再建された。再建当時は多数の雲水が修行する僧堂をはじめ、七堂伽藍が建ち並んでいたが、洪水や火災、地震等により、往時の面影を喪失した。薬師堂には円空の彫った薬師三尊、十二神将が安置されている。

## 文化財
- 木造円空作仏像（岐阜県指定重要文化財） - 薬師三尊像及び十二神将像の計15躯[1][2]